# SN 1991aq
SN 1991aq – supernowa odkryta 18 sierpnia 1991 roku w galaktyce A015239-8138. W momencie odkrycia miała maksymalną jasność 18,00m.